# Љубовка
Љубовка (буг. Любовка) је насељено место у општини Сандански у области Благоевград, Бугарска. Према попису из 2021. године било је 56 становника.
Према бугарском географу и историчару, Василу Канчову, у Љубовки је 1900. године живело 520 Словена хришћана.